# Hjalmar
Hjalmar  è un nome proprio di persona svedese, norvegese e danese maschile.

## Varianti in altre lingue
- Finlandese: Jalmari[1]
  - Ipocoristici: Jari[1]
- Norreno: Hjálmarr[1], Hjalmarr[2]
- Islandese: Hjálmar

## Origine e diffusione
Deriva dal nome norreno Hjálmarr, composto da hjalmr ("elmo") e arr ("guerriero"); il significato complessivo può essere interpretato come "guerriero con l'elmo". Il secondo elemento, arr, è riscontrabile anche in diversi altri nomi di origine norrena, quali Einar, Gunnar, Ingvar, Alvaro e Ivar.

## Onomastico
Il nome è adespota, cioè non è portato da alcun santo, quindi l'onomastico si festeggia il 1º novembre, giorno di Ognissanti.

## Persone

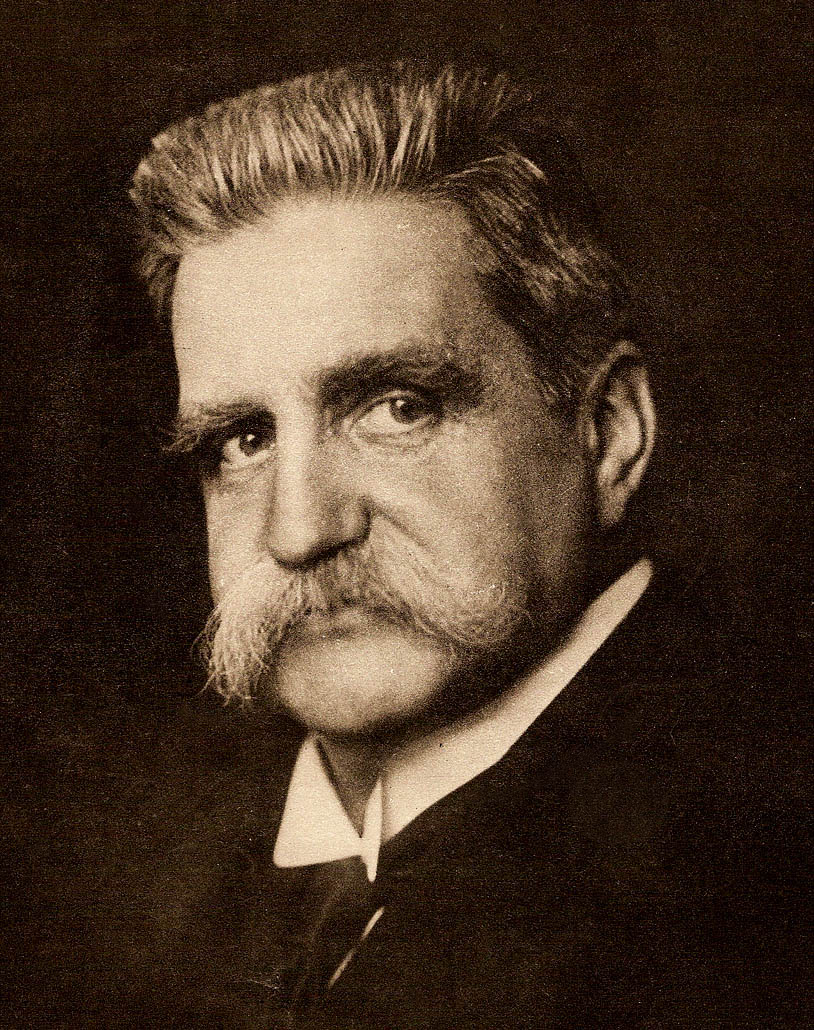
Hjalmar Branting

Hjalmar Hammarskjöld

- Hjalmar Bergman, scrittore e sceneggiatore svedese
- Hjalmar Bergström, fondista svedese
- Hjalmar Branting, politico svedese
- Hjalmar Hammarskjöld, giurista e politico svedese
- Hjalmar Johansson, nuotatore, tuffatore e atleta svedese
- Hjalmar Lundbohm, chimico e geologo svedese
- Hjalmar Mellin, matematico finlandese
- Hjalmar Petersen, politico statunitense
- Hjalmar Riiser-Larsen, esploratore e aviatore norvegese
- Hjalmar Saxtorph, nuotatore danese
- Hjalmar Schacht, economista e politico tedesco
- Hjalmar Söderberg, scrittore svedese

### Variante Hjálmar
- Hjálmar Jónsson, calciatore islandese
- Hjálmar Þórarinsson, calciatore islandese

### Variante Jari

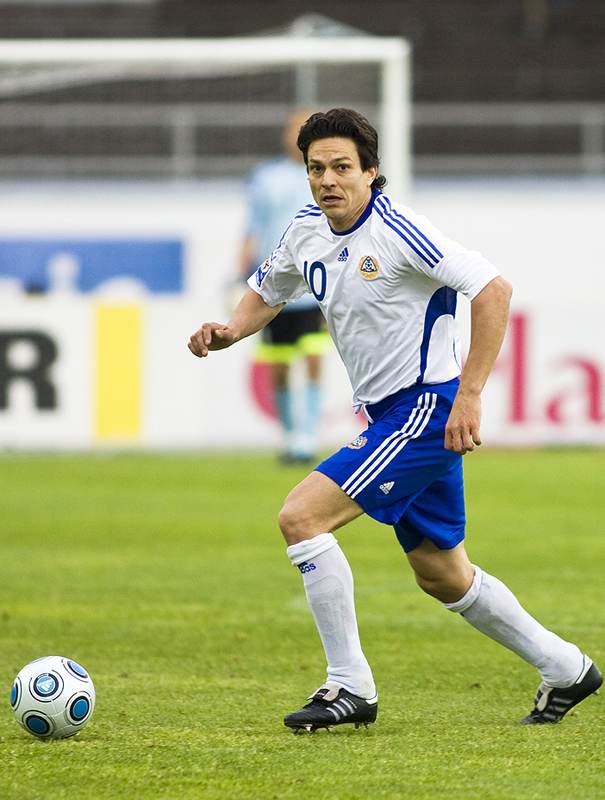
Jari Litmanen

- Jari Helle, allenatore di hockey su ghiaccio e hockeista su ghiaccio finlandese
- Jari Isometsä, dirigente sportivo e fondista finlandese
- Jari Kainulainen, bassista finlandese
- Jari Kurri, hockeista su ghiaccio finlandese
- Jari-Matti Latvala, pilota di rally finlandese
- Jari Litmanen, calciatore finlandese
- Jari Mäenpää, chitarrista e cantante finlandese
- Jari Sillanpää, cantante finlandese